# Nymphaea ondinea
Espèce
Classification phylogénétique
Nymphaea ondinea est une espèce de plantes à fleurs de la famille des Nénuphars (les Nymphaeaceae). C'est une plante aquatique présente dans le nord-ouest de l'Australie. Auparavant classée dans un genre à part sous le nom de Ondinea purpurea, des études moléculaires ont montré qu'il s'agissait d'une espèce aberrante de Nymphaea. On la trouve dans les mares éphémères et les rivières qui s'assèchent durant une partie significative de l'année. Le rhizome cormoïde survit à la saison sèche dans la boue séchant. A noter : une floraison plus discrète que les autres espèces du même genre.